# Прогулки по воде (песня)
«Прогулки́ по воде́» (также «Апо́стол Андре́й») — шестая песня альбома «Чужая земля» группы Nautilus Pompilius. На песню были сняты два клипа — обычный и анимационный. Песня входит в число хитов группы и неоднократно исполняется на концертах и другими группами (например, «ДДТ», «Калинов мост» или «Выход») и даже исполнителями русского шансона — так, в 2013 году её спела Елена Ваенга.

## Песня
Сюжет песни представляет собой изменённый библейский сюжет, который Вячеслав Бутусов в интервью сайту Lenta.ru назвал «псевдопритчей».

## История создания
Из интервью Вячеслава Бутусова:

Илья Кормильцев, предложивший первоначальный текст песни, помимо того, что очень талантливый, ещё и очень работоспособный человек. Он раз в неделю приносил мне большие кипы стихов. Я не успевал все эти тексты перерабатывать. Любые тексты я обычно подгоняю под музыку. Мне всегда хотелось, чтобы, прежде всего музыка была хорошая и качественная. Илья же, имея опыт работы с другими музыкантами, считал, что тексты нельзя изменять, коверкать, что ничего хорошего в таких случаях не получается. Из ста его текстов я выбрал один, который хорошо ложился на мою музыку. Текст мне очень нравился в художественном плане — он был без бытовухи и без социума, красивый и романтический. Я его всё-таки чуть-чуть подогнал под музыку, так и получилась эта композиция.

Особенно удачно получилась конечная аранжировка «Прогулок по воде».
Вспоминает Копылов:

Наконец-то нам удалось разложить партии всех трёх гитар по своим местам, благодаря чему в музыке резко поубавилось «смурятины», так сильно переполнявшей «Наугад».
— Кушнир А. Утомленные роком («Введение в наутилусоведение»). — М.: ТЕРРА, 1997
Первоначально группа исполняла песню, изменив строчку «ты верно, дурак» на «ты верно, чудак», однако поклонники возмутились, и с тех пор все песни «Наутилус Помпилиус» исполняет в итоговых («альбомных») вариантах.

## Восприятие
Критика восприняла песню как прямой пересказ библейских сюжетов. Тем не менее, Вячеслав Бутусов считает, что песня является скорее человеческой притчей:

Легенда о религиозности ошибочна. Песня «Прогулки по воде», которую вы имеете в виду, вовсе не прямое цитирование библейской темы. Это скорее притча общечеловеческого характера.
— Из интервью с В. Бутусовым, «МК», 12.01.1993
Вопреки тексту песни («Видишь там, на горе, возвышается крест. Под ним десяток солдат. Повиси-ка на нём»), согласно Евангелиям, хождение Иисуса Христа по водам по времени предшествует его распятию.
На момент создания песни Вячеслав Бутусов не знал, что апостол Андрей принял мученическую смерть.